# Ollastra
Ollastra (sardinsky: Ollàsta) je italská obec (comune) v provincii Oristano v regionu Sardinie. Nachází se ve výšce 23 metrů nad mořem a má přibližně 1 100 obyvatel. Rozloha obce je 21,47 km².